# Samsung Intensity

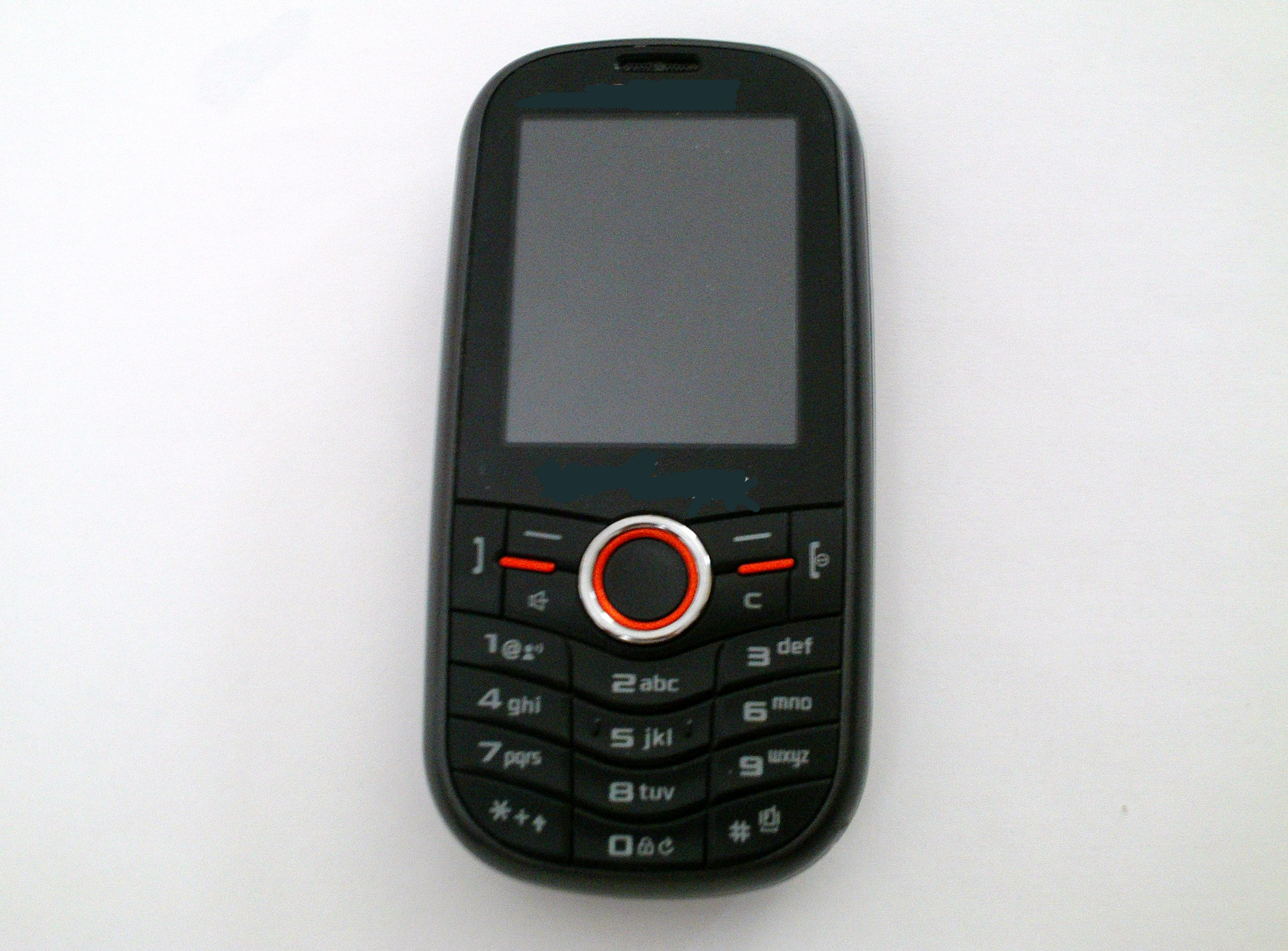
Samsung SCH-U450.

Le Samsung SCH-U450 est un téléphone mobile de messagerie texte à curseur latéral. Il est sorti le 16 septembre 2009 sur Verizon Wireless sous le nom de Intensity et sur Alltel (en) sous le nom de DoubleTake. Le téléphone est disponible en trois couleurs : noir, rouge et bleu.
Il existe également un modèle plus récent[Quand ?] de ce téléphone appelé Samsung Intensity 2 (SCH-U460). Celui-ci a les mêmes fonctionnalités de base, mais a un design différent et une caméra à plus haute résolution. Samsung Intensity 3 (SCH-U485) est le modèle actuel[Quand ?] de la série.

## Caractéristiques
Les fonctionnalités du SCH-U450 incluent un clavier QWERTY, le Bluetooth, un baladeur numérique, les SMS, une messagerie instantanée mobile et e-mail et un appareil photo de 1,3 megapixels. L'enregistrement vidéo n'est pas pris en charge. Le téléphone est disponible en trois couleurs différentes : flamant rose rouge, noir et bleu. Le téléphone dispose également d'un emplacement pour carte micro SD accessible en retirant la plaque arrière.